# Saint-Jean-le-Vieux (Pyrénées-Atlantiques)
Pour les articles homonymes, voir Saint-Jean-le-Vieux et Saint-Jean.
Saint-Jean-le-Vieux (en basque : Donazaharre) est une commune française située dans le département des Pyrénées-Atlantiques, en région Nouvelle-Aquitaine.
Le gentilé est Donazahartar.

## Géographie

### Localisation
La commune de Saint-Jean-le-Vieux se trouve dans le département des Pyrénées-Atlantiques, en région Nouvelle-Aquitaine.
Elle se situe à 113 km par la route de Pau, préfecture du département, à 56 km de Bayonne, sous-préfecture, et à 37 km de Mauléon-Licharre, bureau centralisateur du canton de Montagne Basque dont dépend la commune depuis 2015 pour les élections départementales.
La commune fait en outre partie du bassin de vie de Saint-Jean-Pied-de-Port.
Les communes les plus proches sont : 
Bussunarits-Sarrasquette (1,7 km), Aincille (2,3 km), Bustince-Iriberry (2,8 km), Caro (2,8 km), Ahaxe-Alciette-Bascassan (2,8 km), Ispoure (3,4 km), Saint-Jean-Pied-de-Port (3,5 km), Jaxu (3,6 km).
Sur le plan historique et culturel, Saint-Jean-le-Vieux fait partie de la province de la Basse-Navarre, un des sept territoires composant le Pays basque,. La Basse-Navarre en est la province la plus variée en ce qui concerne son patrimoine, mais aussi la plus complexe du fait de son morcellement géographique. Depuis 1999, l'Académie de la langue basque ou Euskalzaindia divise la Basse-Navarre en six zones,. La commune est dans le pays de Cize (Garazi), au sud-est de ce territoire.

### Communes limitrophes
Les communes limitrophes sont  Ahaxe-Alciette-Bascassan, Aincille, Bussunarits-Sarrasquette, Bustince-Iriberry, Çaro, Ispoure, Jaxu et Saint-Jean-Pied-de-Port.
| Ispoure                 | Jaxu                | Bustince-Iriberry        |
| Saint-Jean-Pied-de-Port | Saint-Jean-le-Vieux | Bussunarits-Sarrasquette |
| Çaro                    | Aincille            | Ahaxe-Alciette-Bascassan |

### Paysages et relief
Le col d'Aphanize est un col de montagne situé au-dessus de Béhorléguy. Il se situe à la limite des bassins de la Bidouze et de la Nive. Il domine au nord Eltzarreko ordokia et la source de la Bidouze, au sud la vallée du Laurhibar un affluent de la Nive. On y accède depuis Saint-Jean-le-Vieux et Béhorléguy par une route pastorale permettant de rejoindre Alçay ou Aussurucq en Soule par le col de Burdin Olatzé.

### Hydrographie

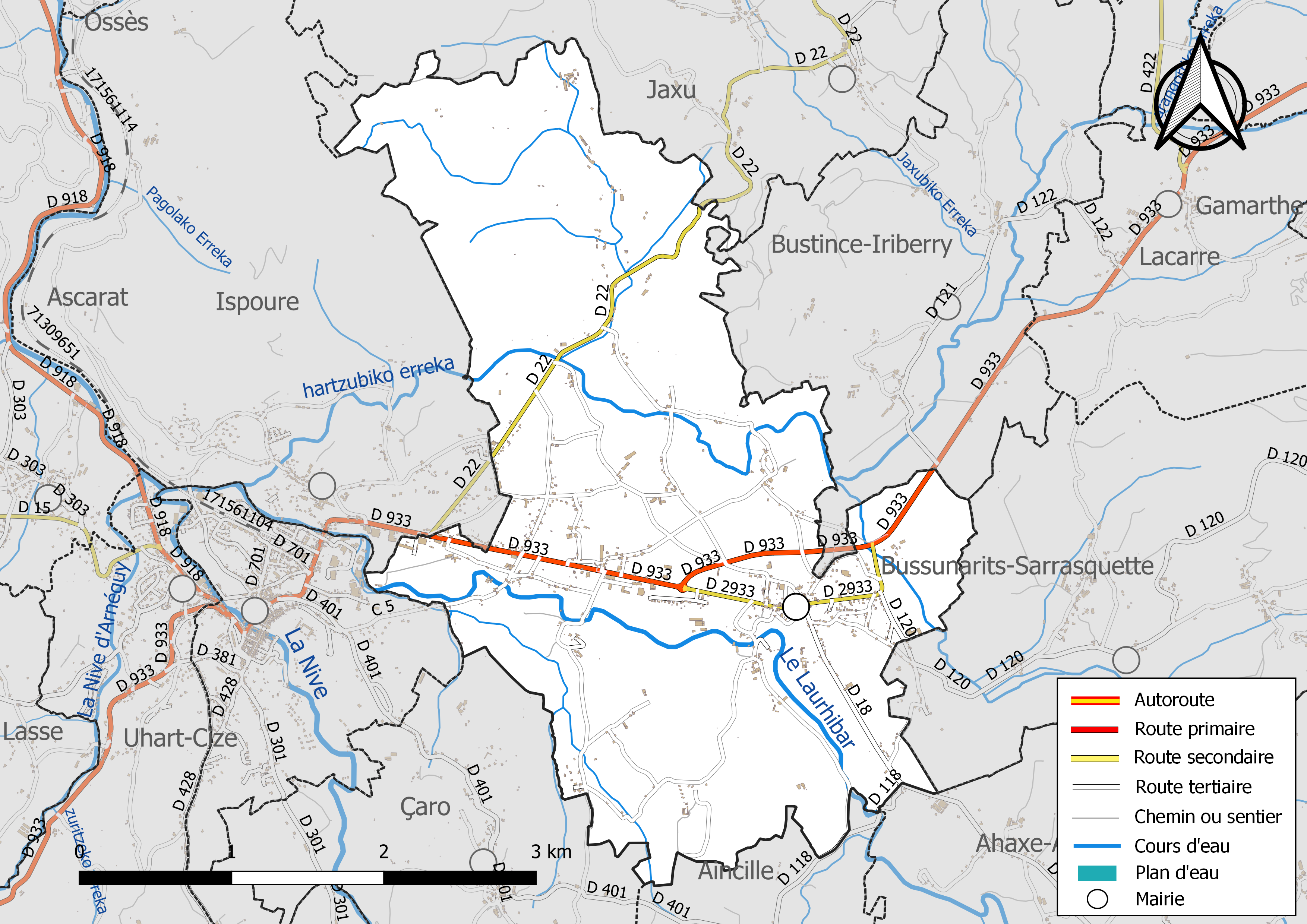
Réseaux hydrographique et routier de Saint-Jean-le-Vieux.

La commune est drainée par le Laurhibar, Arzubiko erreka, Apatéko erreka et par divers petits cours d'eau, constituant un réseau hydrographique de 18 km de longueur totale,.
Le Laurhibar, d'une longueur totale de 28,1 km, prend sa source dans la commune de Mendive et s'écoule vers le nord-ouest. Il traverse la commune et se jette dans la Nive à Saint-Jean-Pied-de-Port, après avoir traversé 8 communes.
Arzubiko erreka, d'une longueur totale de 13,2 km, prend sa source dans la commune de Gamarthe et s'écoule du nord-est au sud-ouest. Il traverse la commune et se jette dans le Laurhibar à Saint-Jean-Pied-de-Port, après avoir traversé 7 communes.

### Climat
Pour des articles plus généraux, voir Climat de la Nouvelle-Aquitaine et Climat des Pyrénées-Atlantiques.
Historiquement, la commune est exposée à un micro climat océanique basque.  
En 2020, Météo-France publie une typologie des climats de la France métropolitaine dans laquelle la commune est exposée à un climat de montagne et est dans la région climatique Pyrénées atlantiques, caractérisée par une pluviométrie élevée (>1 200 mm/an) en toutes saisons, des hivers très doux (7,5 °C en plaine) et des vents faibles.
Pour la période 1971-2000, la température annuelle moyenne est de 13,2 °C, avec une amplitude thermique annuelle de 12,9 °C. Le cumul annuel moyen de précipitations est de 1 485 mm, avec 12,7 jours de précipitations en janvier et 8,6 jours en juillet. Pour la période 1991-2020, la température moyenne annuelle observée sur la station météorologique la plus proche, située sur la commune de Bustince-Iriberry à 2 km à vol d'oiseau, est de 13,9 °C et le cumul annuel moyen de précipitations est de 1 327,4 mm,. Pour l'avenir, les paramètres climatiques de la commune estimés pour 2050 selon différents scénarios d’émission de gaz à effet de serre sont consultables sur un site dédié publié par Météo-France en novembre 2022.

### Milieux naturels et biodiversité

#### Réseau Natura 2000
Le réseau Natura 2000 est un réseau écologique européen de sites naturels d'intérêt écologique élaboré à partir des Directives « Habitats » et « Oiseaux », constitué de zones spéciales de conservation (ZSC) et de zones de protection spéciale (ZPS).
Un site Natura 2000 a été défini sur la commune au titre de la « directive Habitats » : « la Nive », d'une superficie de 9 473 ha, un des rares bassins versants à accueillir l'ensemble des espèces de poissons migrateurs du territoire français, excepté l'Esturgeon européen,.

#### Zones naturelles d'intérêt écologique, faunistique et floristique
L’inventaire des zones naturelles d'intérêt écologique, faunistique et floristique (ZNIEFF) a pour objectif de réaliser une couverture des zones les plus intéressantes sur le plan écologique, essentiellement dans la perspective d’améliorer la connaissance du patrimoine naturel national et de fournir aux différents décideurs un outil d’aide à la prise en compte de l’environnement dans l’aménagement du territoire.
Trois ZNIEFF de type 2 sont recensées sur la commune, : 
- les « landes, bois et prairies du bassin de la Bidouze » (11 263,46 ha), couvrant 25 communes du département[26] ;
- les « landes de Larla-Jarra et d'Orzaize-Izpura » (4 429,5 ha), couvrant 10 communes du département[27] ;
- le « réseau hydrographique des Nives » (3 596,23 ha), couvrant 33 communes du département[28].

## Urbanisme

### Typologie
Au 1er janvier 2024, Saint-Jean-le-Vieux est catégorisée commune rurale à habitat dispersé, selon la nouvelle grille communale de densité à sept niveaux définie par l'Insee en 2022.
Elle appartient à l'unité urbaine de Saint-Jean-Pied-de-Port, une agglomération intra-départementale regroupant sept  communes, dont elle est ville-centre,,. Par ailleurs la commune fait partie de l'aire d'attraction de Saint-Jean-Pied-de-Port, dont elle est une commune de la couronne,. Cette aire, qui regroupe 22 communes, est catégorisée dans les aires de moins de 50 000 habitants,.

### Occupation des sols

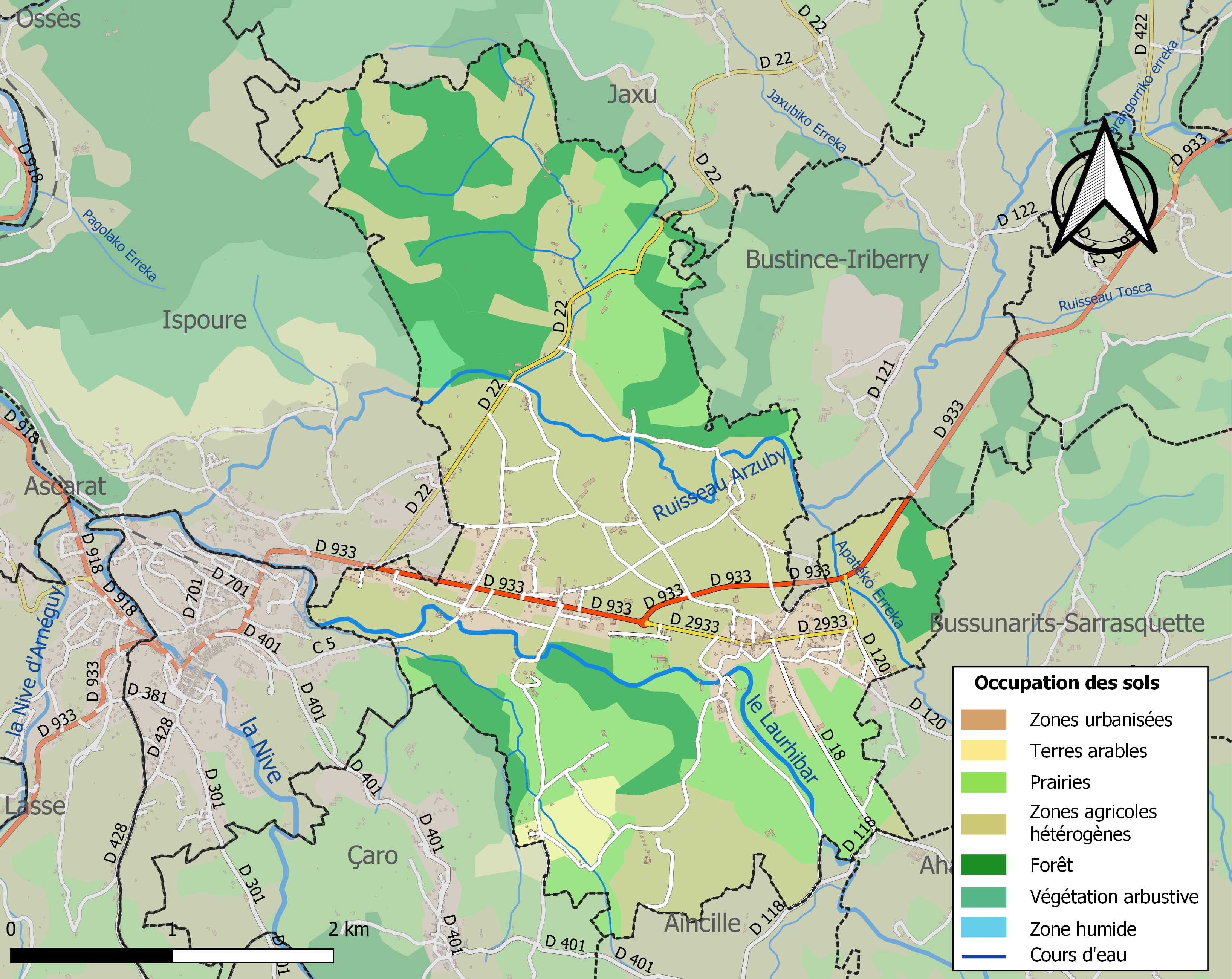
Carte des infrastructures et de l'occupation des sols de la commune en 2018 (CLC).

L'occupation des sols de la commune, telle qu'elle ressort de la base de données européenne d’occupation biophysique des sols Corine Land Cover (CLC), est marquée par l'importance des territoires agricoles (70,3 % en 2018), en augmentation par rapport à 1990 (68,8 %). La répartition détaillée en 2018 est la suivante : 
zones agricoles hétérogènes (46,8 %), forêts (21,7 %), prairies (21,6 %), zones urbanisées (7,3 %), terres arables (1,8 %), milieux à végétation arbustive et/ou herbacée (0,7 %). L'évolution de l’occupation des sols de la commune et de ses infrastructures peut être observée sur les différentes représentations cartographiques du territoire : la carte de Cassini (XVIIIe siècle), la carte d'état-major (1820-1866) et les cartes ou photos aériennes de l'IGN pour la période actuelle (1950 à aujourd'hui).

### Lieux-dits et hameaux
| - Aïtzaharria 43° 09′ 14″ N, 1° 11′ 31″ O ; - Aphat Ospital ou Apat Ospitale 43° 10′ 08″ N, 1° 11′ 13″ O ; - Harrieta 43° 09′ 12″ N, 1° 12′ 09″ O ; - Herri Bazterra 43° 09′ 56″ N, 1° 12′ 09″ O ; - Irunberri 43° 09′ 12″ N, 1° 12′ 09″ O ; - la Magdeleine 43° 09′ 58″ N, 1° 13′ 03″ O ; - Salha 43° 09′ 45″ N, 1° 11′ 33″ O ; - Sokarroa 43° 10′ 09″ N, 1° 12′ 18″ O ; - Urrutia 43° 09′ 42″ N, 1° 11′ 50″ O ; - Zabaltza 43° 10′ 29″ N, 1° 12′ 32″ O. |

### Voies de communication et transports
Saint-Jean-le-Vieux est desservie par les routes départementales D 933 (ancienne route nationale 133), D 18 et D 22.

### Risques majeurs
Le territoire de la commune de Saint-Jean-le-Vieux est vulnérable à différents aléas naturels : météorologiques (tempête, orage, neige, grand froid, canicule ou sécheresse), inondations, feux de forêts et séisme (sismicité moyenne). Un site publié par le BRGM permet d'évaluer simplement et rapidement les risques d'un bien localisé soit par son adresse soit par le numéro de sa parcelle.
Certaines parties du territoire communal sont susceptibles d’être affectées par le risque d’inondation par une crue torrentielle ou à montée rapide de cours d'eau, notamment le Laurhibar et l'Hartzubiko erreka. La commune a été reconnue en état de catastrophe naturelle au titre des dommages causés par les inondations et coulées de boue survenues en 1982, 1983, 2009 et 2014,.
Saint-Jean-le-Vieux est exposée au risque de feu de forêt. En 2020, le premier plan de protection des forêts contre les incendies (PDPFCI) a été adopté pour la période 2020-2030. La réglementation des usages du feu à l’air libre et les obligations légales de débroussaillement dans le département des Pyrénées-Atlantiques font l'objet d'une consultation de public ouverte du 16 septembre au 7 octobre 2022,.

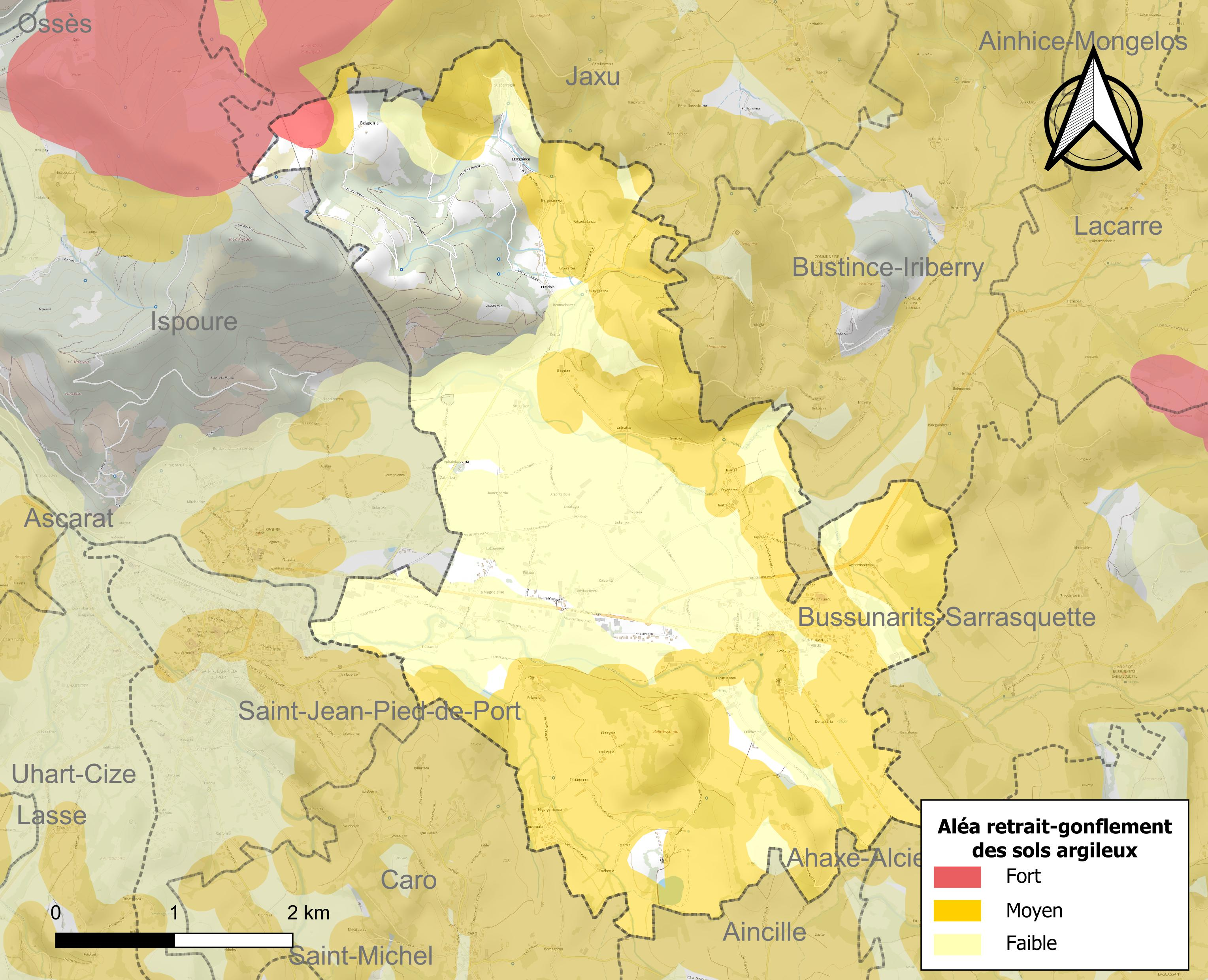
Carte des zones d'aléa retrait-gonflement des sols argileux de Saint-Jean-le-Vieux.

Le retrait-gonflement des sols argileux est susceptible d'engendrer des dommages importants aux bâtiments en cas d’alternance de périodes de sécheresse et de pluie. 50,4 % de la superficie communale est en aléa moyen ou fort (59 % au niveau départemental et 48,5 % au niveau national). Depuis le 1er octobre 2020, en application de la loi ELAN, différentes contraintes s'imposent aux vendeurs, maîtres d'ouvrages ou constructeurs de biens situés dans une zone classée en aléa moyen ou fort,.

## Toponymie
Son nom basque est Donazaharre (contraction de Donibane Zaharra), le « vieux saint Jean ».
Saint-Jean-le-Vieux est connue sous l'Antiquité sous le nom d'Imus Pyrenaeus.Le toponyme Saint-Jean-le-Vieux apparaît sous les formes Sant-Juan-el-Viejo (1479, chapitre de Bayonne), 
San-Juan-lo-Bielh (1513, titres de Pampelune),S-Iean le Vieux (1650) et Sanctus-Petrus de Saint-Jean-le-Vieux (1685, collations du diocèse de Bayonne).
Pendant la Révolution française, le village fut appelé Franche.
Aphat-Ospital, hameau de la commune et siège d'une commanderie des Hospitaliers de l'ordre de Saint-Jean de Jérusalem, est attesté sous les formes Hospitale et oratorium de Apate (1186, cartulaire de Bayonne), Apha-Ospital ou Saint-Blaise (1703, visites du diocèse de Bayonne) et Saint-Blaise d'Apatospital (1708, règlement de la commanderie d'Irissarry).
Le toponyme Harrieta apparaît sous les formes 
Ferriette (XIIe siècle, cartulaire de Bayonne), Arrieta (1525, titres de la Camara de Comptos), Harrieta (1621, Martin Biscay) et Harriette (1863, dictionnaire topographique Béarn-Pays basque).
Le toponyme Irunberri apparaît sous les formes La salle d'Irumberri (1328, collection Duchesne volume CXIV), Yrumberri (1621, Martin Biscay) et Irumberry (1863, dictionnaire topographique Béarn-Pays basque).
Le toponyme La Magdeleine apparaît sous les formes La Magdelena (1513, titres de Pampelune) et La Magdelaine (1763, visites du diocèse de Bayonne)

## Histoire
À l’époque romaine, Saint-Jean-le-Vieux était l’Imus Pyrenaeus, station romaine au pied des Pyrénées citée par l’itinéraire d'Antonin, compilation du IVe siècle, mais d'après des cartes de l'an 211.
Les fouilles de J.-L. Tobie ont mis au jour des thermes, des pièces de monnaie et des objets antiques. Il y eut depuis sur le « turon » un château que Richard Cœur de Lion démolit en 1177.
Dans la maison Priorena (ancienne maison prieurale) se réunissaient les députés de Saint-Jean-Pied-de-Port et du pays de Cize.
Philippe Veyrin signale que les actes de l'état-civil de Saint-Jean-le-Vieux demeurèrent exclusivement en navarro-aragonais jusqu'aux années 1660, tout comme à Saint-Michel.
Le 11 juin 1842, la commune perd une partie de son territoire à la suite de la création de la commune d'Estérençuby.

### Les Hospitaliers
La chapelle Saint-Blaise, date du XIIe siècle, était une abbaye-hôpital, appartenant en 1286 aux Hospitaliers de l'ordre de Saint-Jean de Jérusalem qui avec La Madeleine voisine assurait l’accueil des jacquets. Il n'en reste, près d'un vieux moulin, que la chapelle romane Saint-Blaise.
L’abside de l'édifice a été détruite mais l'oculus et les voussures du portail, qui semblent gothique du XIIIe siècle, sont conservés. On peut voir un enfeu à l'intérieur. En surplomb, la croix dite de Ganelon surmonte une colonne monolithe, qui est un ancien gibet.

## Héraldique
| Blason | Blasonnement : D'or à neuf besants tourteaux parti d'argent et de gueules, 3, 3 et 3. |

## Politique et administration
| Période                                  | Période  | Identité          | Étiquette    | Qualité |
| ---------------------------------------- | -------- | ----------------- | ------------ | ------- |
| 1977                                     | 2008     | Pierre Gastellou  | RPR puis UMP |         |
| 2008                                     | En cours | Pierre Eyherabide |              |         |
| Les données manquantes sont à compléter. |          |                   |              |         |

### Intercommunalité
La commune appartient à sept structures intercommunales :
- la communauté d'agglomération du Pays Basque ;
- le syndicat AEP de Saint-Jean-le-Vieux et Bussunaritz ;
- le syndicat d'énergie des Pyrénées-Atlantiques ;
- le syndicat intercommunal d'assainissement Ur Garbi ;
- le syndicat intercommunal pour l'aménagement et la gestion de l'abattoir de Saint-Jean-Pied-de-Port ;
- le syndicat intercommunal pour le soutien à la culture basque ;
- le syndicat mixte du bassin versant de la Nive.

Saint-Jean-le-Vieux accueille le siège du syndicat AEP de Saint-Jean-le-Vieux et Bussunaritz.

## Population et société

### Démographie
L'évolution du nombre d'habitants est connue à travers les recensements de la population effectués dans la commune depuis 1793. Pour les communes de moins de 10 000 habitants, une enquête de recensement portant sur toute la population est réalisée tous les cinq ans, les populations de référence des années intermédiaires étant quant à elles estimées par interpolation ou extrapolation. Pour la commune, le premier recensement exhaustif entrant dans le cadre du nouveau dispositif a été réalisé en 2007.

En 2022, la commune comptait 878 habitants, en évolution de +3,05 % par rapport à 2016 (Pyrénées-Atlantiques : +3,78 %, France hors Mayotte : +2,11 %).
| 1793  | 1800 | 1806 | 1821  | 1831  | 1836  | 1841  | 1846  | 1851  |
| ----- | ---- | ---- | ----- | ----- | ----- | ----- | ----- | ----- |
| 1 031 | 659  | 879  | 1 040 | 1 183 | 1 221 | 1 047 | 1 121 | 1 210 |

| 1856  | 1861  | 1866 | 1872 | 1876 | 1881 | 1886  | 1891 | 1896 |
| ----- | ----- | ---- | ---- | ---- | ---- | ----- | ---- | ---- |
| 1 137 | 1 063 | 955  | 929  | 927  | 944  | 1 052 | 915  | 890  |

| 1901 | 1906 | 1911 | 1921 | 1926 | 1931 | 1936 | 1946 | 1954 |
| ---- | ---- | ---- | ---- | ---- | ---- | ---- | ---- | ---- |
| 920  | 917  | 922  | 876  | 830  | 800  | 844  | 785  | 717  |

| 1962 | 1968 | 1975 | 1982 | 1990 | 1999 | 2006 | 2007 | 2012 |
| ---- | ---- | ---- | ---- | ---- | ---- | ---- | ---- | ---- |
| 714  | 704  | 744  | 904  | 910  | 880  | 858  | 855  | 864  |

| 2017 | 2022 | - | - | - | - | - | - | - |
| ---- | ---- | - | - | - | - | - | - | - |
| 849  | 878  | - | - | - | - | - | - | - |

### Enseignement
La commune dispose de deux écoles : l'école élémentaire publique et l'école primaire privée Saint-Michel. L'école Saint-Michel propose un enseignement bilingue français-basque à parité horaire.

## Économie
La commune fait partie de la zone de production du vignoble d'Irouléguy et de celle de l'ossau-iraty.

## Culture locale et patrimoine

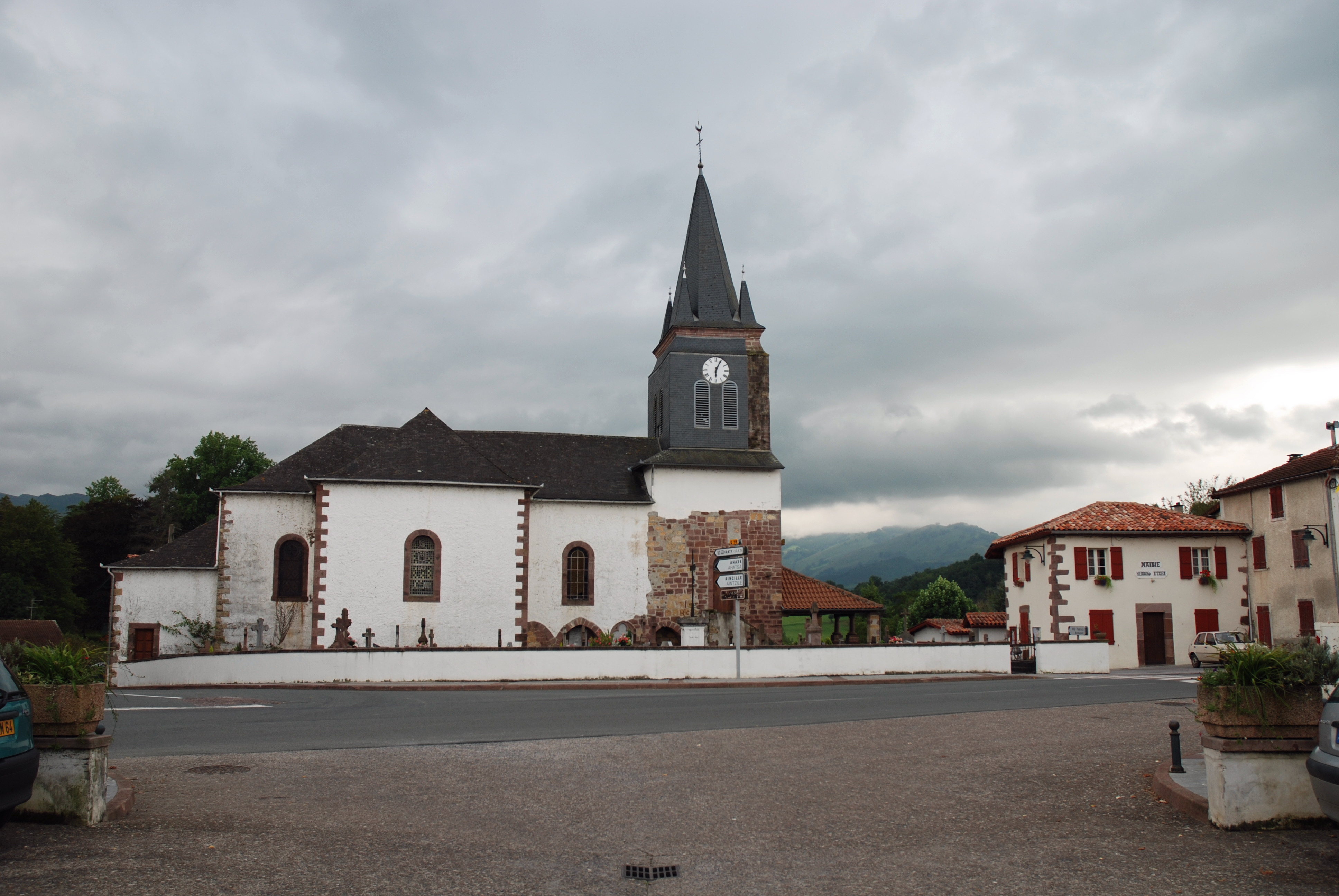
L'église Saint-Pierre d'Usakoa et la mairie.
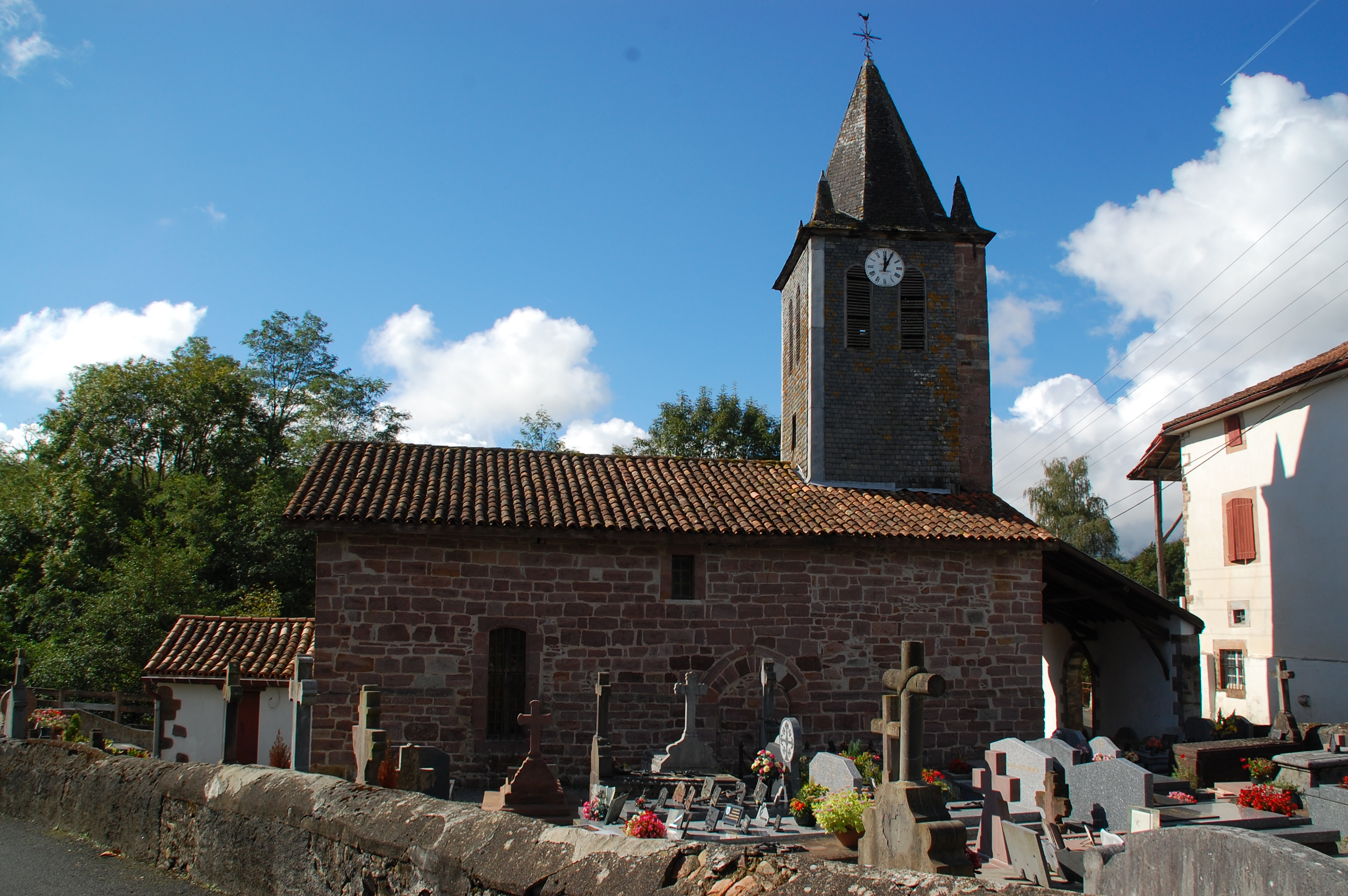
Chapelle Sainte-Madeleine.

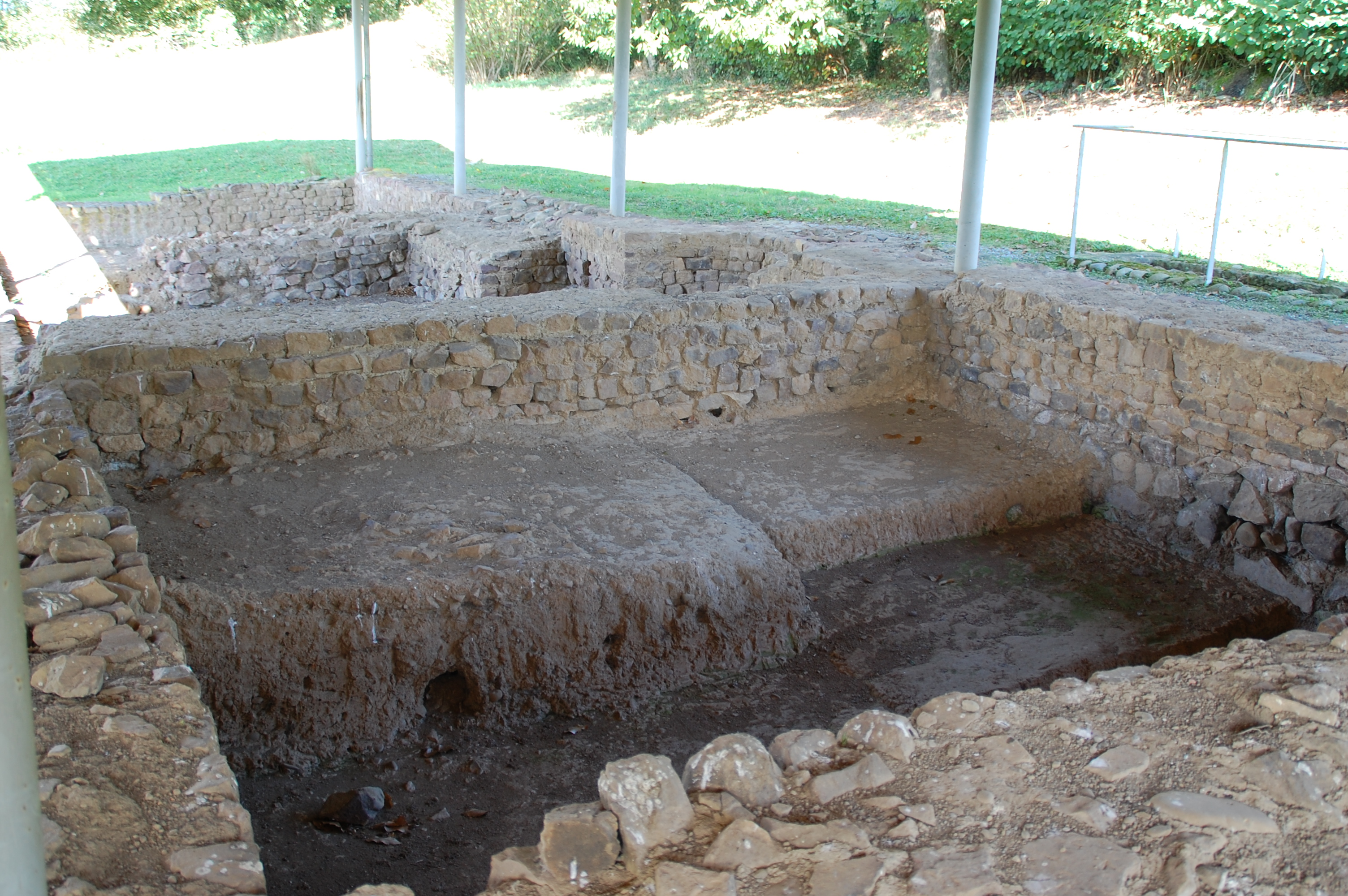
Fouille du camp romain de Burgoxaharre.

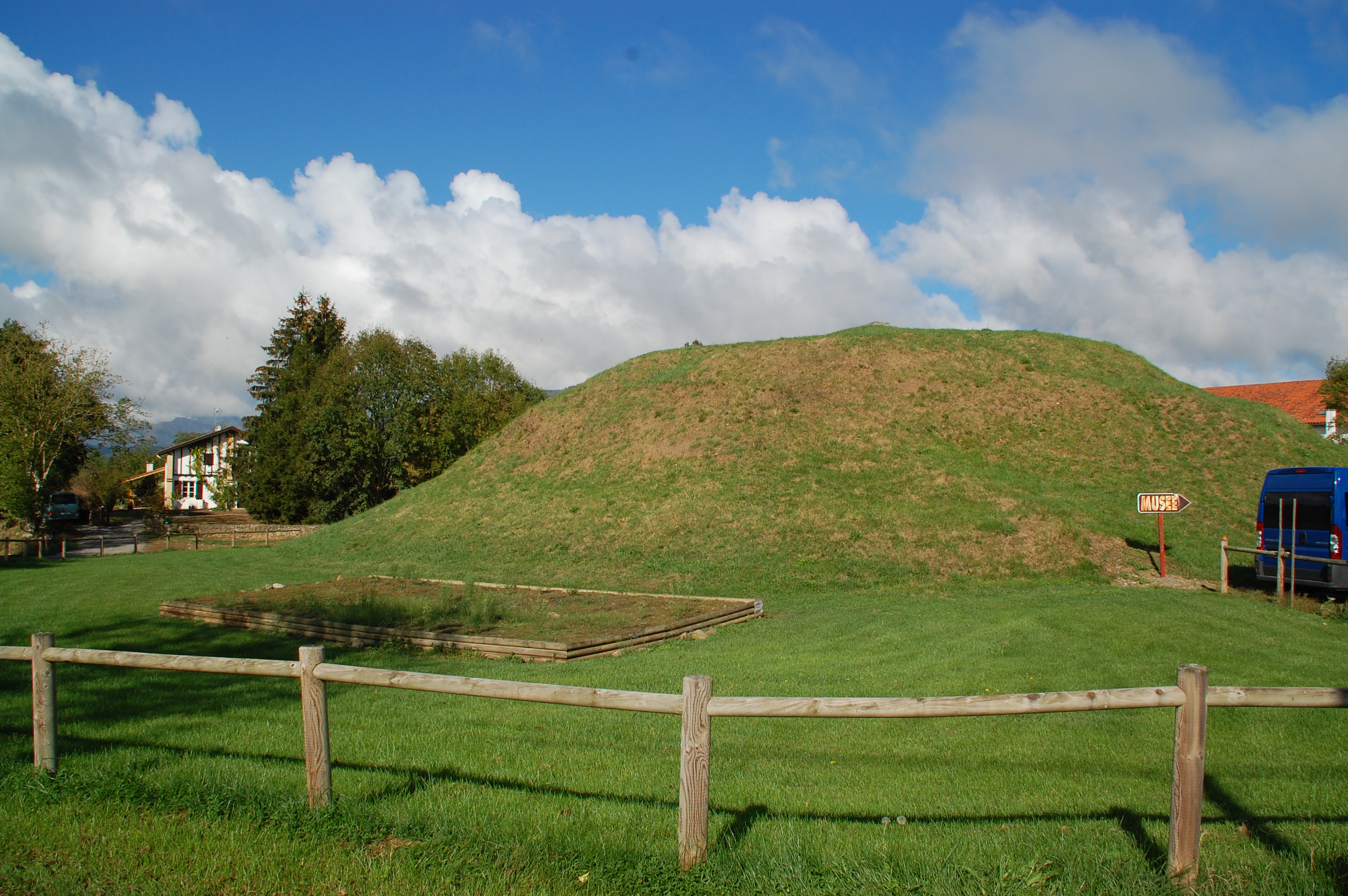
L'ancienne motte féodale Kasko Handia.

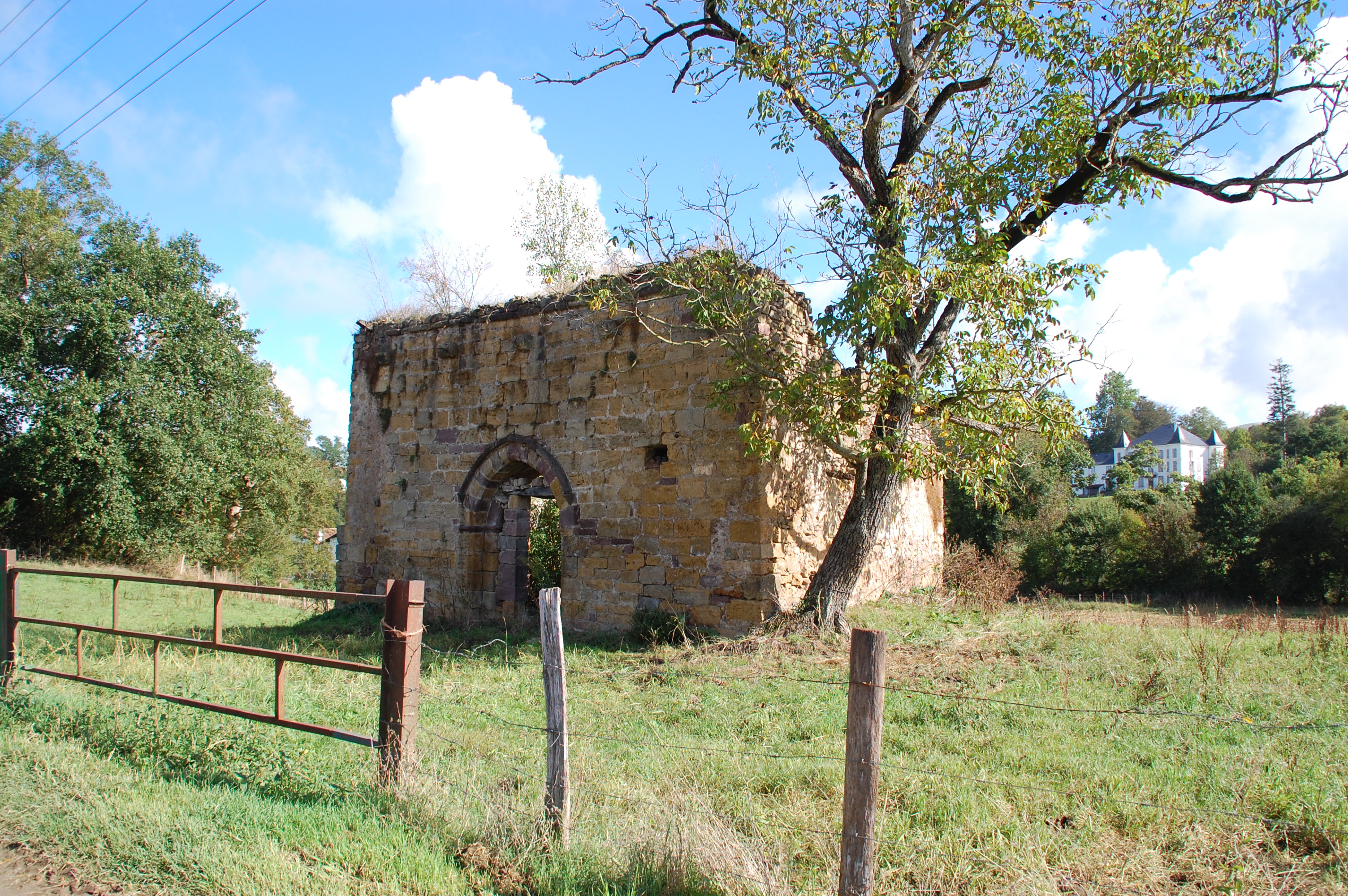
Ruine de la chapelle d'Urrutia.

### Patrimoine civil
- Le camp romain et vicus routier[65], situé au lieu-dit Burgoxaharre, date des Ier et IIIe siècles ;
- La motte féodale Kasko Handia est le seul vestige de l’ancien du château Sant Per[66],[67] ;
- Le château de Harrieta[68] date de la fin du Moyen Âge, tout comme l'ancienne commanderie d'hospitaliers, l'actuelle ferme Arsoritzea[69] ;
- Les fermes Haritzaldea[70], Mariotenea[71] et Sokarroa[72] datent du XVIIe siècle ;
- Le manoir appelé château d'Irunberri[73] date des XVIIe et XVIIIe siècles ;
- La demeure appelée château Sala[74] ou château de Saint-Pée date des XVIIIe et XIXe siècles ;
- La redoute de Bella Esponda[75] fut élevée en 1793 et 1813 ;

### Patrimoine religieux

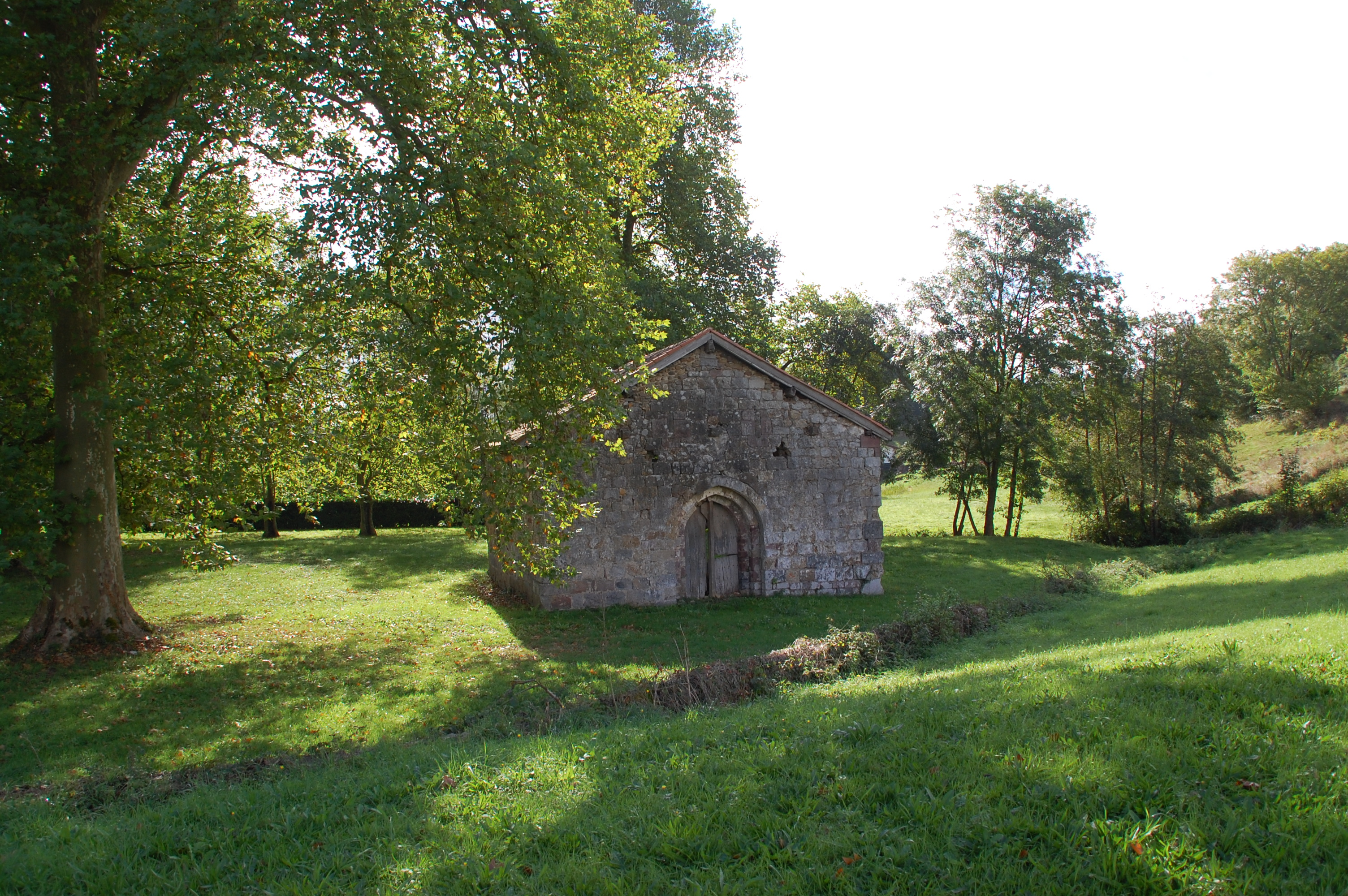
Vestige de chapelle Saint-Blaise.

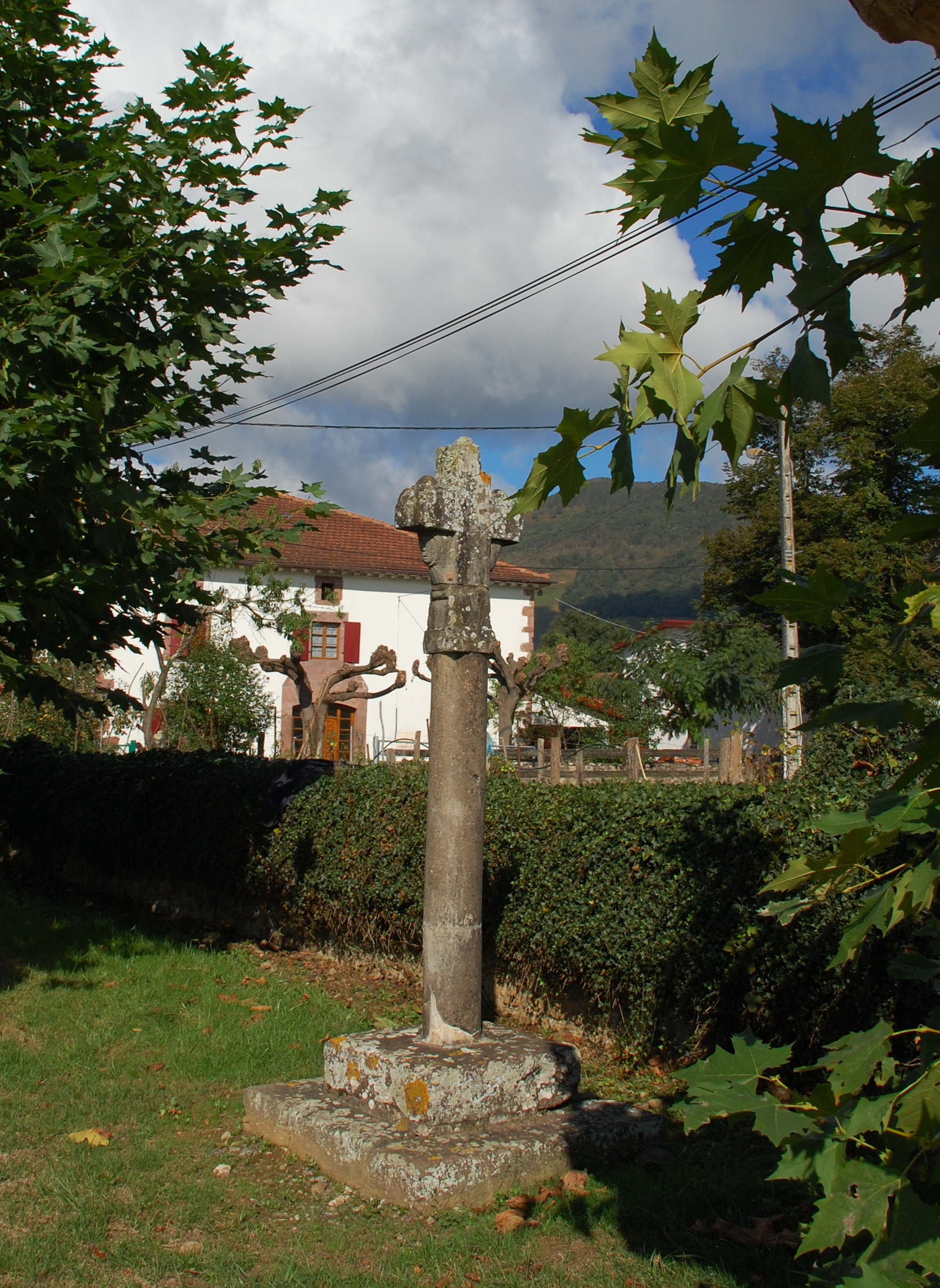
Croix de chemin de la Madeleine.

- Église Saint-Pierre de Saint-Jean-le-Vieux
- La chapelle Saint-Blaise[76] date du XIIe siècle, tout comme l'église de la Magdeleine[77] et la chapelle Saint-Blaise d'Apat-Ospitalea[78].

L’abside de l'édifice a été détruite mais l'oculus et les voussures du portail, qui semblent gothique du XIIIe siècle, sont conservés. On peut voir un enfeu à l'intérieur. En surplomb, la croix dite de Ganelon surmonte une colonne monolithe, qui est un ancien gibet ;
- L'église Saint-Pierre d'Usakoa[79] date des XIIe et XVIIe siècles. Du XIIe siècle, elle dépendait de Roncevaux, démolie elle aussi, il ne reste qu’un portail roman restauré en 1630. Elle possède un chrisme sur le tympan, sur les chapiteaux sont représentés des lions et des serpents, et des voussures ornées. L’intérieur est typiquement basque ;
- La chapelle Saint-Jean-Baptiste-d'Urrutia[80] date du XIIIe siècle tout comme la chapelle Sainte-Madeleine-de-la-Recluse[81] ;
- Une croix de carrefour[82], sur la place centrale, est inscrite aux monuments historiques, ainsi que la croix dite de la Madeleine[83] ;
- Saint-Jean-le-Vieux se trouve sur la via Podiensis, l'un des chemins du pèlerinage de Saint-Jacques-de-Compostelle, qui part du Puy-en-Velay et se prolonge jusqu'au col de Roncevaux et, de là, à Saint-Jacques-de-Compostelle. La via Lemovicensis du pèlerinage de Saint-Jacques-de-Compostelle, venant de Vézelay et de Limoges passe également par cette localité. La commune se trouve également sur la voie de la Nive, une variante suivie par les pèlerins qui, de Bayonne, recherchaient à regagner le Camino Navarrais avant sa traversée des Pyrénées, à Saint-Jean-Pied-de-Port ;
- Le cimetière de la chapelle de La Madeleine recèle deux stèles discoïdales[84] du XVIIe siècle.

### Pèlerinage de Compostelle
La commune se trouve sur la via Podiensis, l'un des chemins du pèlerinage de Saint-Jacques-de-Compostelle, qui part du Puy-en-Velay, se prolonge jusqu'au col de Roncevaux et, de là, jusqu'à Saint-Jacques-de-Compostelle. Saint-Jean-le-Vieux est également située sur la voie de la Nive, une variante du chemin de Saint-Jacques-de-Compostelle suivie par les pèlerins qui, de Bayonne, recherchaient à regagner le Camino navarro avant sa traversée des Pyrénées, à Saint-Jean-Pied-de-Port.

## Équipements
La commune dispose de deux écoles primaires, l'une publique et l'autre privée (école Saint-Michel).

## Personnalités liées à la commune
- Le peintre basque Gustavo de Maeztu (1887-1947) réside dans la localité en 1909 et y crée plusieurs de ses œuvres[85].